# Сёстры Доброго Самаритянина Бенедиктинского Ордена
Сёстры Доброго Самаритянина Бенедиктинского Ордена (англ. Sisters of the Good Samaritan, итал. Suore del Buon Samaritano dell’Ordine di San Benedetto, SGS) — женская монашеская конгрегация понтификального права, которую основал архиепископ Сиднея Джон Полдинг.

## История
Женская монашеская конгрегация «Сёстры Доброго Самаритянина Бенедиктинского Ордена» была основана 2 февраля 1857 года в Сиднее бенедиктинцем Джоном Полдингом, который был в то время сиднейским архиепископом. Конгрегация была создана на основе группы монахинь, которые вышли из конгрегации Сестёр Пресвятой Девы Марии Милосердия Доброго Пастыря, чтобы заниматься миссионерской деятельностью среди проституток. Основательницей этой группы считается монахиня Мэри Схоластика Гиббонс. Устав конгрегации основан на правиле святого Бенедикта Нурсийского с некоторыми элементами духовного учительства святого Франциска Сальского. В 1890 году была основана первая монашеская община конгрегация вне пределов Сиднея. С тех пор монашеские общины конгрегации постепенно стали возникать во всех штатах Австралии. 12 июня 1902 года Устав конгрегации был утверждён на епархиальном уровне и 5 января 1932 года — утверждён Святым Престолом.
В 1948 году был основан монашеский дом в Японии, который стал первым монастырём конгрегации за пределами Австралии. В 1990 году была основана монашеская община на Филиппинах. В 1991 году монахини основали монастырь в Кирибати.

## В настоящее время
В настоящее время Сёстры Доброго Самаритянина Бенедиктинского Ордена занимаются миссионерской, благотворительной и образовательной деятельностью в Австралии, Филиппинах, Японии и Кирибати. Генеральный монашеский дом конгрегации находится в Сиднее.
На 31 декабря 2008 года в конгрегации было 285 сестёр в 101 монашеских общинах.

## Источник
- Annuario Pontificio per l’anno 2007, Libreria Editrice Vaticana, Città del Vaticano, 2007, стр. 1397, ISBN 978-88-209-7908-9.
- Guerrino Pelliccia e Giancarlo Rocca (curr.), Dizionario degli Istituti di Perfezione (10 voll.), Edizioni paoline, Milano 1974—2003.